# SIGCONT
SIGCONT é um sinal enviado para reiniciar um processo pausado por um sinal SIGSTOP ou SIGTSTP. A constante simbólica do sinal SIGCONT é definida pelo arquivo signal.h.